# Ema Tetínková
Ema Marie Tetínková (25. března 1897 Soběslav – 1. července 1979 Praha) byla česká prozaička, spisovatelka a publicistka.

## Život
Ema Tetínková se narodila 25. března 1897 v Soběslavi do rodiny zámečnického mistra. Jejím mladším bratrem byl český akademický malíř Josef Tetínek. V roce 1907 se se svými rodiči, sestrou Vlastou a bratrem Josefem odstěhovala do Plzně.
V Plzni započala svou uměleckou činnost. Své práce publikovala především v novinách a rovněž spolupracovala s divadlem Josefa Skupy. V roce 1921 se stala členkou Syndikátu českých spisovatelů. Od roku 1924 začala psát do Lidových novin. Jednalo se především o fejetony.
Koncem roku 1941 se přestěhovala do Prahy. Žila v podnájmu na Vinohradech u Anuše Doubkové. V Praze poznala českého hermetika, astrologa a fašistu Pravoslava Lexu, který byl před druhou světovou válkou přítel Jiřího Smíchovského. Smíchovského, který si nechává říkat Arvéd, brzo poznala. Rovněž se přestěhovala do bytu Lexy.
Pravoslav Lexa byl v květnu 1941 gestapem zatčen. Arvéd zařídil zatčení všech pražských astrologů, okultistů, chiromantek, jasnovidek, věštkyň a kartářek.
Tetínková publikovala i nadále. Zemřela 1. července 1979 v Praze ve věku 82 let.